# Piccolo idroelettrico
Il termine piccolo idroelettrico (dall'inglese "small hydro") si riferisce a centrali elettriche, che oltre a sfruttare l'energia idroelettrica, sono caratterizzate dal fatto di avere una potenza installata ridotta, che comporta l'utilizzo di strutture di dimensioni molto minori rispetto ad una diga normale, più sicure, grazie al minore volume d'acqua nel bacino, e che inoltre hanno un basso impatto ambientale e paesaggistico.
Non esiste un limite accettato a livello internazionale per il quale una centrale idroelettrica venga definita "piccolo idroelettrico". Secondo l'ESHA (European Small Hydropower Association) tale limite è considerato pari a 10 MW di potenza installata.
La definizione quantitativa di un progetto piccolo idroelettrico varia molto, ma di solito, per convenzione, in Italia, una capacità di generazione che arriva fino ai 3 megawatt (MW) è generalmente accettata come il limite superiore di quello che si definiscono mini-idroelettrico. In nazioni abituate ai grandi impianti e ad alti consumi elettrici, come il Canada o gli Stati Uniti, si definiscono mini-idroelettrici, impianti di potenza inferiore ai 30 MW.
Il piccolo idroelettrico ha delle peculiarità rispetto alle centrali idroelettriche di grande taglia, oltre ai vantaggi dell'uso di un'energia rinnovabile.
- Investimenti contenuti: la realizzazione di un tale impianto generalmente avviene su acqua fluente che non richiede la costruzione di opere particolarmente costose (come le grosse dighe). Questo permette tempi di ritorno di investimento competitivi rispetto alle altre fonti di energia rinnovabili, grazie anche alle forme di incentivazione
- Tutela del territorio: la presenza di piccoli impianti sul territorio induce all'osservazione e manutenzione del territorio
- Copertura della domanda elettrica nazionale. Pur essendo di limitata potenza unitaria, possono diventare complessivamente molto numerosi, e quindi apportare un contributo non trascurabile. Nell'attuale contesto di liberalizzazione del mercato elettrico contribuiscono inoltre positivamente alla generazione distribuita e all'ampliamento del mix energetico
- Salvaguardia dell'ambiente. Gli impianti idroelettrici di piccola taglia sono caratterizzati da modalità costruttive e organizzative di scarso impatto sul territorio; inoltre possono essere gestiti, almeno per l'ordinario funzionamento, anche da piccole comunità (alcuni impianti, ad esempio, sono condotti dai gestori di rifugi alpini) ed anche integrati in un uso plurimo ed equilibrato della risorsa acqua. Contribuisce inoltre alla riduzione dell'effetto serra, e quindi beneficia dei certificati verdi per la produzione di energia da fonti rinnovabili
- Tecnologia: i mini-idro sono impianti idroelettrici che si basano sulle tecnologie consolidate degli impianti maggiori; nel caso delle taglie "micro" le tecnologie sono più innovative e stanno mostrando ampi margini di sviluppo

Come ogni centrale idroelettrica, la realizzazione di un piccolo idroelettrico richiede naturalmente un opportuno studio di fattibilità.
Uno dei dati più rilevanti è la curva di durata del flusso d'acqua.

## Introduzione
Molti impianti idroelettrici hanno grandi dimensioni, come ad esempio una delle prime dighe al mondo, la Hoover Dam (2,074 megawatt) nei pressi di Las Vegas; oppure la diga di Assuan in Egitto o la Diga delle Tre Gole (supera i 18 000 MW) in Cina. I grandi invasi forniscono energia elettrica per grandi comunità che vanno da 10 000 a 10-20 milioni di abitanti ed oltre, formando laghi artificiali, visibili dallo spazio, e possono cambiare l'orografia e addirittura il clima regionale.

### Calcolo dell'EROEI
I piccoli impianti idroelettrici possono essere collegati alle reti di distribuzione elettrica convenzionali come fonte di energia rinnovabile a basso costo. Alternativamente, i progetti possono essere sviluppati nelle zone isolate che sarebbero poco economiche da servire da una rete, o nelle zone dove non arriva la rete di distribuzione elettrica nazionale. Poiché questi progetti hanno solitamente un bacino idrico ridotto e lavori di costruzione civili minimali, sono propagandati come aventi un impatto ambientale relativamente basso se confrontato alle grandi dighe. La diminuzione dell'impatto ambientale dipende fortemente dall'equilibrio fra la costanza di flusso idrico e la produzione di energia totale. Un calcolo che aiuta a valutare la convenienza edizione è la curva FDC (Flow Duration Curve). La FDC è una curva di Pareto che confronta la portata quotidiana di un fiume rispetto alla frequenza. La riduzione della quantità di acqua deviata dal flusso naturale del torrente può aiutare l'ecosistema fluviale in condizioni di "magra", ma riduce l'EROEI complessiva del sistema piccolo idro. Il progettista del sistema piccolo idro e il curatore dell'ecologia del fiume e della qualità complessiva del luogo devono elaborare un progetto che mantenga sia la salute del fiume o torrente che l'economia dell'impianto.

## Classificazione
Il piccolo idroelettrico può essere ulteriormente suddiviso in sub classificazioni:  mini idroelettrico, per impianti di meno di 15 MW di potenza; micro idroelettrico, che comprende impianti di potenza inferiore ai 100 kW; pico idroelettrico, che comprende impianti di potenza inferiore a 5 kW, con utilizzi di salti di pochi metri d'acqua e con un minimo di 0,5 litri d'acqua al secondo. Il micro idroelettrico è abitualmente la produzione di una potenza idroelettrica adeguata alle necessità di piccole comunità, fattorie, singole famiglie, o piccole imprese. Per quanto riguarda il micro idroelettrico, spiccano soprattutto le ruote idrauliche e le viti idrodinamiche.

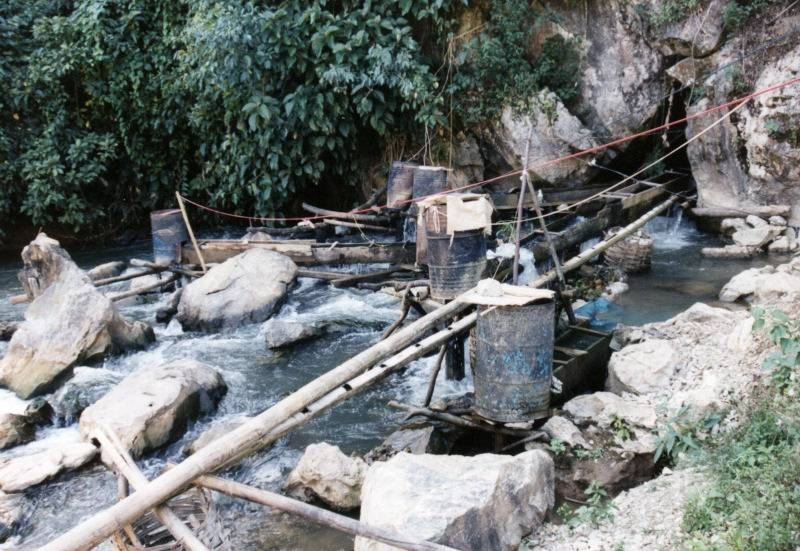
Micro idroelettrico nel Vietnam

Le piccole centrali idroelettriche possono essere connesse alla distribuzione elettrica convenzionale come sorgenti di energia rinnovabile a basso costo per l'immissione in griglia. Alternativamente, piccoli progetti idroelettrici possono essere costruiti in aree isolate che potrebbe essere antieconomico servire con una linea elettrica ad alta tensione, oppure in aree dove non esiste una rete di distribuzione elettrica nazionale. Dal momento che i piccoli progetti idro-elettrici abitualmente hanno dei bacini d'acqua minimi e poche ed economiche opere civili di costruzione, sono percepiti dalle popolazioni come progetti a basso impatto ambientale e paesaggistico, e si dimostrano particolarmente adatte a paesi poveri senza grandi risorse economiche, senza grande capacità produttiva di cemento o di tondini di acciaio.

## Diffusione
Nel corso del 2005 il numero di installazioni di piccolo idroelettrico sono cresciute dell'8% per aumentare la capacità mondiale a 66 GW. Circa il 50% di questi impianti erano localizzati in Cina (con 38,5 GW), seguito dal Giappone (3,5 GW) e dagli Stati Uniti (3 GW). La Cina ha piani per fornire elettricità a ulteriori 10 000 villaggi per l'anno 2010, nell'ambito del China Village Electrification Program utilizzando energia rinnovabile, includendo ulteriori investimenti nello "small hydro" e nel fotovoltaico.
Nel 2003, secondo i dati del GRTN (Gestore Nazionale Rete Trasmissione), in Italia erano attivi 1 122 impianti da 0 a 1 MW e 583 impianti da 1 a 10 MW per una potenza installata di 2 300 MW circa.
Alcuni esempi di installazioni sono la micro-centrale St Catherine's,  in un parco proprietà di un fondo fiduciario nazionale situato nei pressi di Windermere, Westmorland nel Regno Unito, la piccola centrale idroelettrica Ottenbach in Svizzera, mentre negli USA ha importanza storica l'Ames Hydroelectric Generating Plant.

## Descrizione
Una centrale idroelettrica o generatore idroelettrico richiede un flusso d'acqua piuttosto costante ed un salto d'acqua ragionevole (minimo 2–3 m di dislivello), noto come altezza geodetica (in inglese head). Esistono turbine ottimali per ciascuna altezza del salto e per la portata della massa d'acqua in movimento (torrente o fiume). In un'installazione piccolo idroelettrico tipica, l'acqua proviene da un bacino (lago, deviazione da un fiume, da un canale, chiusa) attraverso un canale o condotta verso una turbina idraulica. L'azione del flusso d'acqua sulle pale delle turbine permette la rotazione dell'albero del generatore, che converte il movimento dell'asse in energia elettrica.
Il piccolo idroelettrico viene spesso sviluppato utilizzando le dighe esistenti oppure con lo sviluppo di nuove piccole dighe che hanno come scopo primario il controllo del livello dei fiumi o dei laghi, oppure l'irrigazione. Occasionalmente possono essere acquistati siti di vecchie centrali idroelettriche, per essere risviluppati, a volte salvando parti importanti dell'installazione come bacini di captazione, condotte e turbine, oppure semplicemente riutilizzando i diritti idrici associati al sito abbandonato.

## Configurazione di piccoli impianti idroelettrici
La suddivisione per taglia degli impianti idroelettrici è basata sulla potenza installata, che è proporzionale al prodotto tra portata e salto idrico. Di conseguenza, gli impianti mini-idro non sono tutti quelli con i più bassi livelli di caduta o i più bassi livelli di portata. Ad esempio, un impianto di potenza prossima di 10 MW può essere realizzato sfruttando cadute medie e portate piccole, oppure cadute basse e portate medie.
Gli impianti mini-idro di potenza compresa tra 100 kW e 10 MW hanno configurazione simile agli impianti di taglia superiore.
La piccola taglia degli impianti impone che, per essere economicamente convenienti, i seguenti costi siano minimi:
- Investimenti iniziali:
  - Per i macchinari, sono stati sviluppati turbine idrauliche o gruppi completi composti da turbina, generatore ed apparecchiature di comando e controllo, con caratteristiche più o meno spinte di costruzione in serie. Per quanto concerne le opere civili, alcuni impianti, del tipo ad acqua fluente, sfruttano salti molto contenuti (da 2–3 m fino a 20–30 m), già disponibili in natura o opere preesistenti, simili alle traverse. In tali applicazioni si utilizzano turbine assiali (ad elica o Kaplan) ad asse verticale, che più si prestano a costruzioni di tipo standardizzato con possibilità di forti riduzioni dei costi. Esistono anche installazioni mini-idro che utilizzano salti medi, con turbine Francis ad asse orizzontale, Pelton, o a flusso incrociato.
- Costi di gestione: per ridurre al minimo le spese di conduzione e di manutenzione, assicurando nel contempo la massima utilizzazione delle risorse idrauliche disponibili, i principali accorgimenti sono:
  - la realizzazione di impianti destinati a funzionare con esercizio automatico non presidiato, quindi senza personale di turno addetto alla conduzione
  - la definizione attenta delle effettive, e sufficienti, condizioni funzionali da soddisfare, anche rinunciando a pesanti operazioni di adattamento del funzionamento dell'impianto a situazioni occasionali di esercizio
  - la realizzazione della massima semplificazione degli schemi degli indispensabili automatismi, elettrici ed oleodinamici al servizio dei gruppi, attraverso una corretta progettazione coordinata degli impianti, al fine di ridurre il numero dei componenti, facilitare la ricerca e l'eliminazione dei guasti, contribuendo con ciò ad aumentare l'affidabilità
  - l'accurata scelta ed adozione di componenti di elevata affidabilità correttamente installati e accuratamente messi a punto in ogni loro dettaglio prima di iniziare l'esercizio, al fine di ridurre per quanto possibile gli interventi per controllo e manutenzione ed evitare cause di guasto con la conseguente mancata produzione

### Microimpianti
Per quanto riguarda il "microidro", cioè gli impianti al di sotto dei 100 kW di potenza, il pregio non consiste tanto nel contributo energetico che possono dare al fabbisogno elettrico nazionale, quanto piuttosto nella valorizzazione della risorsa idrica a livello locale. Gli impianti microidroelettrici rappresentano una modalità di sfruttamento di una fonte energetica rinnovabile, che altrimenti andrebbe dispersa, con un bassissimo impatto ambientale.
I principali vantaggi sono i seguenti:
- sfruttano le risorse idriche minori, disponibili in molteplici siti, e la loro installazione è molto semplice
- necessitano di una limitata risorsa idrica per produrre energia elettrica
- producono energia elettrica vicino alle utenze attraverso una generazione distribuita
- sono poco ingombranti e relativamente semplici da trasportare

Nell'ambito dei micro impianti si inserisce la Steffturbine.

## Turbine per piccoli impianti idroelettrici
Nel mini-idro si utilizzano turbine concettualmente simili a quelle per impianti maggiori, progettate con opportuni accorgimenti. Le turbine applicate su questa taglia di impianti hanno le seguenti caratteristiche.
Un'altra soluzione per gli impianti mini-idro con bassissimi salti è la turbina VLH (Very Low Head), in grado di sfruttare salti a partire da 1,4 m.

### Turbina a coclea (o vite di Archimede)
Funziona sul principio "inverso" della chiocciola di Archimede, brevettata di recente come turbina idroelettrica. È particolarmente adatta per operare in presenza di detriti, semplicità di installazione e manutenzione, bassi costi di impianto e gestione, possibilità di operare anche con portate minime d'acqua, quindi in corsi d'acqua con portata discontinua. Le turbine a coclea sono utilizzate per salti da 1 a 10 metri e portate d'acqua da 0,5 a 5,5 m³/s.

### Turbina VLH (Very Low Head)
La turbina VLH (Very Low Head) è una turbina che si rivolge prevalentemente ad una ristretta gamma di salti (da 1,4 a 3,4 m) e portate (da 10 a 27 m³/s), è prevista anche una versione rinforzata per salti fino a 4,5 m. Ciò si traduce in una gamma di potenza per unità da 100 a 500 kW (a livello di rete). Oltre alla quasi unicità del range compreso dalla turbina VLH, questo tipo di installazione è particolarmente efficiente in siti dove è necessario sviluppare un impianto a basso impatto ambientale (turbina e generatore sono sommersi), con una riduzione sostanziale delle opere civili e la salvaguardia dei pesci.

### Ruota idraulica
La ruota idraulica è una macchina a gravità che utilizza il peso dell'acqua (energia potenziale) e in parte l'energia cinetica per produrre energia. Le ruote dal basso possono essere utilizzate in siti con salti al di sotto dei 1,5 m e portate massime di 1 m³/s per metro di larghezza (Ruota idraulica dal basso di tipo Sagebien), le ruote dal fianco in siti con salti fino a 4 m e portate massime di 600 l/s per metro di larghezza (Ruota idraulica di fianco) e le ruote dall'alto per salti tra 3–6 m e portate massime di 100-200 l/s per metro di larghezza (Ruota idraulica a cassette). I massimi rendimenti idraulici variano tra 70 e 85 %.

### Microturbina Pelton ad asse orizzontale o verticale
Molto simile alle turbine Pelton utilizzate negli impianti di taglia maggiore. Per il numero di giri relativamente basso, è adatta per impianti con salti d'acqua di qualche centinaio di metri. Di costruzione semplice e robusta, con ingombro ridotto ed un ottimo rendimento, lavora a pressione atmosferica e non pone problemi di tenuta. È dotata di pale a doppio cucchiaio, con un numero di getti fino a sei. Generalmente tutte le principali parti meccaniche sono realizzate in acciaio inox. Le turbine Pelton sono quelle maggiormente impiegate nei micro-impianti, perché meglio si adattano a sfruttare il potenziale connesso con portate limitate.

### Microturbina Turgo
Una microturbina è una miniaturizzazione della turbina Turgo ed è adatta a salti da 30 a 300 m. È adatta per situazioni con notevoli variazioni di afflussi d'acqua e per acque torbide.

### Microturbina a flusso radiale o incrociato
È utilizzata per impianti di piccola potenza, poiché è adatta per salti da pochi metri fino a 100 metri e per portate da 20 a 1000 litri/secondo. L'ingresso dell'acqua è radiale, con la particolarità di una doppia azione del fluido sulle pale. La trasmissione del moto al generatore è affidata ad una cinghia dentata. Generalmente i componenti metallici sono realizzati in acciaio inox. Il rendimento delle turbine a flusso incrociato è minore delle turbine Pelton, ma hanno una maggiore facilità costruttiva ed una migliore adattabilità ai piccoli salti.

### Miniturbina Francis
La miniturbina Francis è una turbina a reazione valida per centrali con potenza attorno ai 100 kW. La concezione costruttiva è molto simile alle turbine per impianti di taglia maggiore. Il vantaggio di questa macchina consiste nello sfruttamento di tutto il salto disponibile, fino al canale di scarico. La costruzione complessa, l'alta velocità di rotazione che provoca attrito e usura, e taluni problemi di tenuta, rendono problematica l'installazione di queste turbine nei piccoli impianti.

### Turbina Tyson
La Turbina Tyson è una piccola turbina sviluppata per essere economica e facilmente manutenibile, con l'obiettivo di uno sviluppo nei paesi del terzo mondo.
La soluzione commercialmente proposta prevede l'installazione di questa turbina accoppiata ad un generatore e/o una pompa idraulica per l'irrigazione.